# Altare della Vittoria

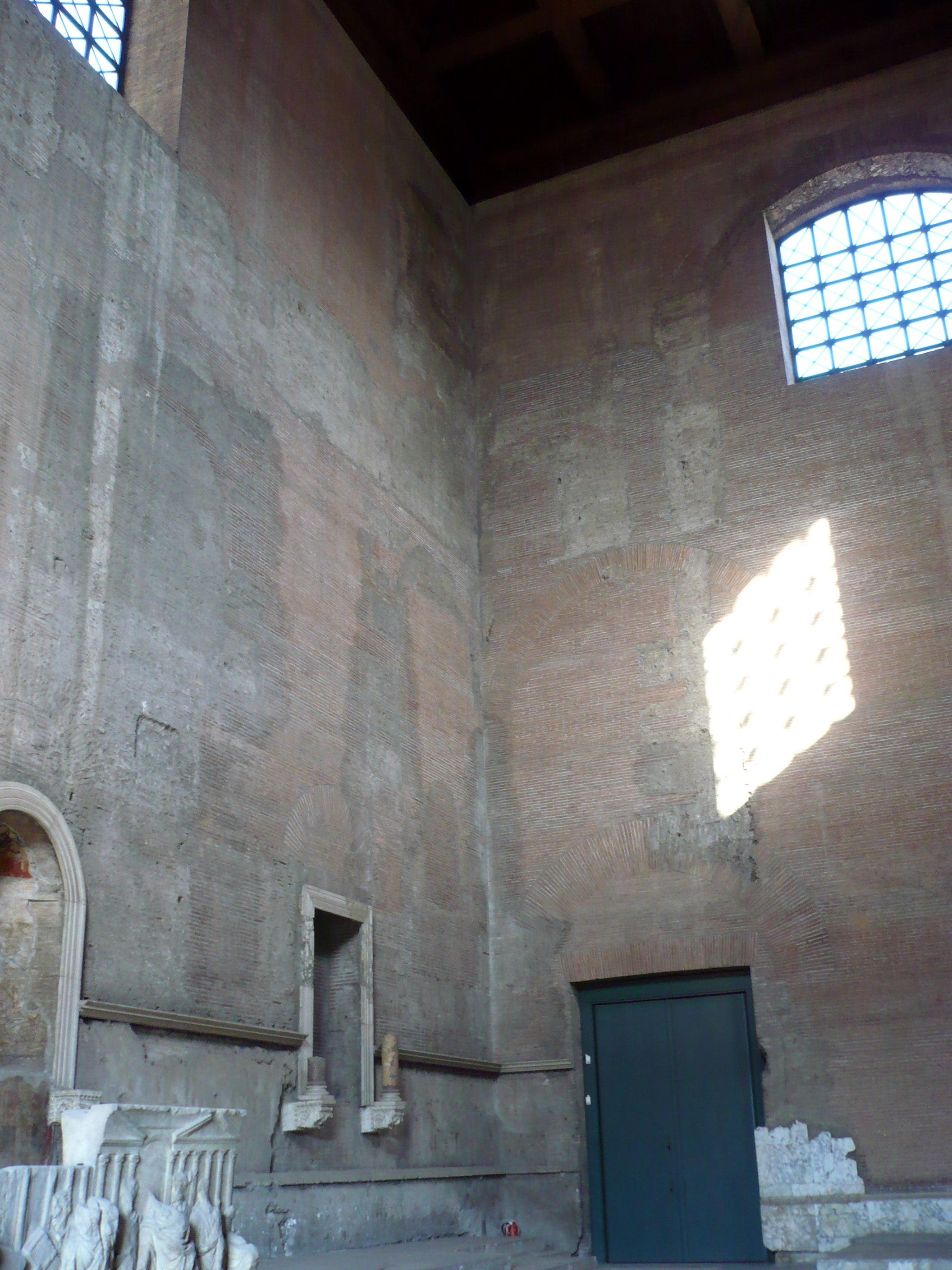
Interno della Curia Iulia, dove erano conservate l'ara e la statua della Vittoria

L'Altare della Vittoria (in latino: Ara Victoriae) della curia Iulia era l'altare al quale sacrificavano e presso il quale prestavano giuramento i membri del Senato romano.

## Storia
La nuova Curia Iulia venne decisa al tempo di Cesare e fatta edificare da Augusto dopo aver stravolto la disposizione originaria dei vetusti monumenti del Foro Romano per costruire il Foro di Cesare, il primo dei Fori imperiali.

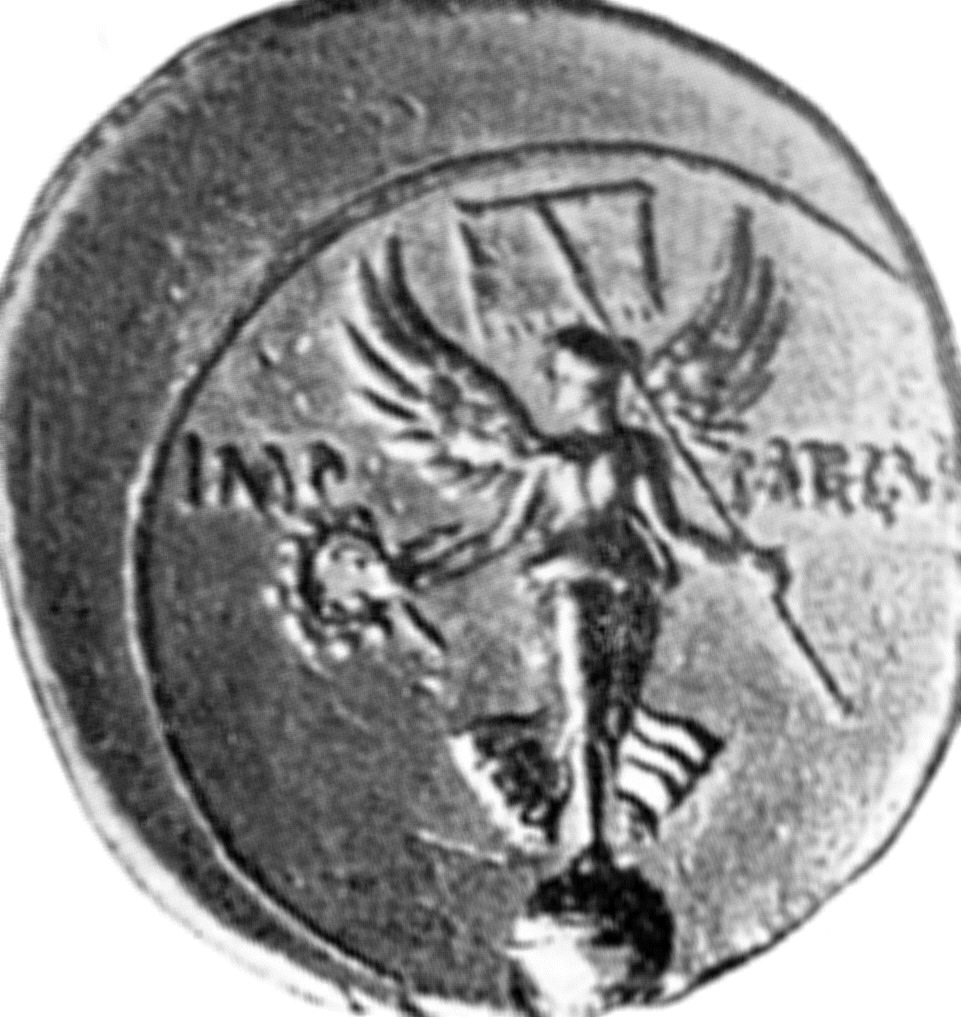
Una rappresentazione della statua ai tempi di Augusto su una moneta.

L'Altare della Vittoria, insieme alla statua dedicata alla Vittoria, furono poste al centro della nuova Curia il 28 agosto 29 a.C. per celebrare la vittoria ottenuta nel 31 a.C. ad Azio da Ottaviano Augusto su Marco Antonio e Cleopatra. La statua dorata della dea alata, la testa cinta di una corona d'alloro, era stata sottratta dai Romani ai Tarantini al tempo della vittoria conseguita su Pirro nel 272 a.C.
Nel 218, quando il giovane Eliogabalo, gran sacerdote del dio siriano El-Gabal, divenne imperatore, un suo ritratto, in vesti sacerdotali e in atto di sacrificare al Bolide-Sole di Emesa, fu appeso sopra l'altare, in modo che i senatori si trovassero nella situazione di sacrificare anche all'imperatore ogni volta che offrissero incenso e vino all'altare della Vittoria.

## La polemica sulla rimozione dell'altare

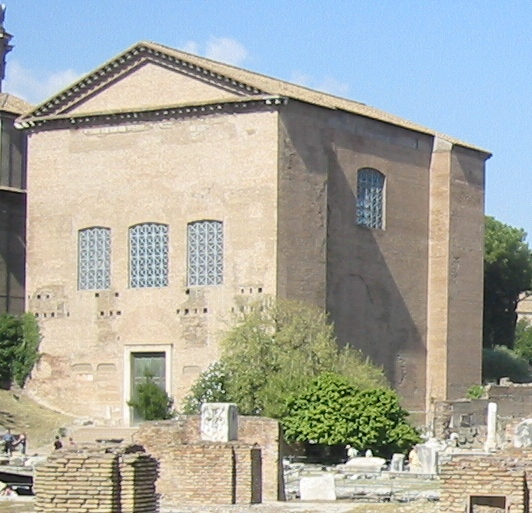
La Curia Iulia nel Foro romano

Con l'avvento del Cristianesimo e il suo contrasto con la tradizionale religione romana, l'ara e la statua furono al centro di una disputa. L'imperatore Costanzo II (337-361), fervente ariano, la fece rimuovere nel 357; l'altare e la statua furono però rimesse al loro posto, probabilmente dal successore di Costanzo, Giuliano (361-363), che adottò una politica di restaurazione dell'antica religione, e mantenute da Valentiniano I. Nel 382 il figlio e successore di quest'ultimo, Graziano (375-383), educato come un cristiano intollerante ed indotto da Sant'Ambrogio che gli dedicò due opere dottrinarie: De fide ad Gratianum Augustum, De Spiritu Sancto ad Gratianum Augustum, ordinò nuovamente di rimuoverle: infatti, con l'Editto di Tessalonica (380), Teodosio I aveva stabilito il cristianesimo come la nuova religione di Stato. Graziano, oltre ad abolire la carica di pontefice massimo per l'imperatore, aveva soppresso i fondi destinati al culto pagano e ai collegi sacerdotali romani, con il plauso di Ambrogio vescovo di Milano.
Il partito dei senatori, favorevoli all'antica religione, fece un tentativo di ripristinare l'ara della Vittoria nel 384: il praefectus urbi Quinto Aurelio Simmaco si recò a Milano e indirizzò ai tre imperatori Valentiniano II, Teodosio I e Arcadio la Relatio tertia in repetenda ara Victoriae, in cui perorava la restaurazione dell'altare e del culto della Vittoria.
Simmaco sosteneva la necessità di non abbandonare una tradizione che aveva dimostrato di saper proteggere così a lungo lo Stato, come quando un tempo aveva respinto Annibale dalle porte di Roma e i Galli Senoni dal Campidoglio, e il cui abbandono avrebbe favorito ora le invasioni dei barbari che premevano ai confini. Ma il ripristino del culto della Vittoria, secondo Simmaco, non sarebbe stato soltanto utile allo Stato; sarebbe stato anche una manifestazione di tolleranza e la dimostrazione della possibilità di convivenza di due culture che, pur diverse, esprimevano tuttavia la comune volontà di ricercare la verità nel grande mistero dell'universo: «È giusto credere in un unico essere, quale che sia. Osserviamo gli stessi astri, ci è comune il cielo, ci circonda il medesimo universo: cosa importa se ciascuno cerca la verità a suo modo? Non c'è una sola strada per raggiungere un mistero così grande».
Suo oppositore fu il vescovo di Milano Ambrogio, il quale indirizzò a Valentiniano due lettere (nn. 72 e 73 Zelzer) in cui affermava che un re cristiano non poteva permettere un altare pagano nel Senato, poiché il Dio cristiano non accettava culti diversi e poiché non erano stati gli idoli a fare grande Roma. Valentiniano, anch'egli cristiano, diede ragione ad Ambrogio e l'altare non venne ripristinato. Non solo: il 24 febbraio 391 un decreto di Teodosio I stabilì che non si potessero nemmeno guardare le statue che erano ancora nei templi, né entrare in essi in atteggiamento di devozione.
Nel 392 a Roma venne eletto imperatore Eugenio, il quale, cristiano ma tollerante, ebbe il sostegno dei senatori pagani e fece ricollocare l'altare e la statua nella Curia. Il 6 settembre del 394 Eugenio fu però sconfitto nella battaglia del Frigido da Teodosio che fece rimuovere definitivamente l'altare.
Un ultimo tentativo di ottenere la restituzione dell'ara e della statua della Vittoria nella Curia Iulia fu effettuato dal Senato, evidentemente ancora a maggioranza pagana che, nei primi del 402, a questo scopo inviò a Milano una legazione, capeggiata ancora da Simmaco, ad Arcadio e Onorio. La richiesta fu sprezzantemente respinta e l'altare installato da Augusto distrutto. Da allora non vi furono più ulteriori richieste, dal momento che, come scrive lo stesso storico pagano Zosimo, con l'accentuarsi delle conversioni, anche i senatori divennero col tempo in maggioranza di fede cristiana.
Alla fine l'altare, a differenza di altri reperti del mondo antico reimpiegati con altre funzioni, andò irrimediabilmente perduto.